# Wolfgang Knöbl
Wolfgang Knöbl, född 11 juni 1963, är en tysk sociolog. Han är direktor för Hamburger Institut für Sozialforschung.

## Biografi
År 1995 avlade Knöbl doktorsexamen vid Freie Universität Berlin. Efter habilitation utnämndes han 2002 till professor vid Göttingens universitet. Åren 2017–2022 var Knöbl professor vid Lüneburgs universitet. 
Knöbl har i sin forskning inriktat sig på sociologins historia, politisk sociologi, våldssociologi, socialteori och moderniseringsteorier.